# 鈴木裕
鈴木 裕（すずき ゆう、1958年6月10日 - ）は、日本のゲームクリエイター。株式会社YS NET代表取締役社長。株式会社SEGAR&Dクリエイティブオフィサー。
1980年代中盤から1990年代にかけてはセガに在籍。同社でゲームディレクター・プロデューサーの役職にあった頃は、その頃のセガを代表するアーケードゲームのヒット作を多数制作し、後に同社のR&Dクリエイティブオフィサーの一人となった。

## プロフィール
岩手県釜石市生まれ、三陸町（後の大船渡市）出身。岡山理科大学理学部電子理学科卒業。1983年にセガに入社した。学生の頃から三次元CGを研究していたこともあり、3DCGがアーケードゲームで一般的になる以前からリアル志向の疑似3D表現を用いたゲームを多く制作していた。1990年代に入ると、他社に先駆けて本格3DCGハードウェアを駆使したリアル志向のゲームを制作した。鈴木は「最新の技術と1つのゲームセンスが高次元で融合したものこそが自分の作りたいゲームである」という一貫したテーマでゲーム制作に取り組んでいることを数々のインタビューなどでも語っている。
初めてディレクターを担当した作品は、1984年に発売されたSG-1000用ゲームの『チャンピオンボクシング』。この作品は後にアーケード用ゲームとしても稼働した。その後、『ハングオン』『スペースハリアー』『アウトラン』『アフターバーナー』『パワードリフト』『G-LOC: AIR BATTLE』といったアーケード作品を生み出した。
1992年にセガ初の本格3DCGハードウェアを使用した『バーチャレーシング』を発売した。以降の作品『バーチャファイター』『F355チャレンジ』はいずれも反響を呼んだ。特にバーチャファイターシリーズは社会現象とも言えるほどの大ヒットとなり、同社の看板タイトル、また自身の代表作として知られるようになった。自著『鈴木裕 Game Works Vol.1』によると大学生の頃から3Dを研究しており、『バーチャファイター』開発の際もプロトタイプを自身のパソコン上で開発していた。
1990年代後半からは再び家庭用ゲームソフトの開発に携わり、1999年にはドリームキャスト『シェンムー』などを開発。シェンムーは総制作費70億円（ギネス世界記録に認定された記録だが、鈴木裕自身は50億円とコメントしている）と比較して商業的には振るわなかったが、世界各国で賞を受賞し、映画監督のスティーヴン・スピルバーグが絶賛するなど、特に海外で評価が高い。スピルバーグと会談した際に、スピルバーグの方から鈴木にサインを求めてきた話は、宮本茂がポール・マッカートニーにサインを求められた話と共によく引き合いに出される。
2002年には自身の絵画展を行ったり、2003年にはそれまでのゲーム業界における功績が評価され、ラスベガスで行われたAIAS主催サミット「D.I.C.E. Summit」にて行われた授賞式典「Interactive Achievement Awards」でHall of Fame Award（殿堂賞）を受賞するが、この時期ディレクターやプロデューサーとしての仕事面においては開発中止等が続き、ほとんど世に出ない時期が続く。
2003年10月にはセガの開発子会社再編で新規設立されたデジタルレックスの社長に就任した。しかし同社は2004年7月のセガ・サミーの経営統合に伴う開発子会社の全廃によりセガに再吸収され、「セガAMプラス研究開発部」の部長となった。
2004年に中国向けWindows用MMORPG『シェンムーオンライン』を制作発表したが、その後セガが中国でのオンラインゲーム事業より撤退したため発売未定のまま凍結状態になっている。また、2005年にはタッチパネルで操作するアーケード用タイトル『ΨΦ PSY-PHI』が発表されロケテストが行われたが、発売は中止となった。
2008年11月11日、同日に設立された株式会社YS NETの代表取締役社長に就任（この発表の少し前、当時のセガ・オブ・アメリカCEOサイモン・ジェフリーがインタビュー内で「鈴木裕は既にセガにいないが、まだ我々と共に仕事をしている」とコメントしていた）。2010年11月にはシェンムーの外伝となる携帯アプリ『シェンムー街』を開発していることを発表。YS社を仕事の基盤としている事が周知の事実となる（なお2009年4月の同社人事異動リリースでは「AM研究開発本部付」として名前が挙げられており、この発表の前年まではセガに在籍していた事が明らかだが、公式なセガ退職時期については不明）。この時期YS社ではしばらくソーシャルゲームの開発を中心とした仕事を行っている。
2011年3月、GDCで授与されるゲーム・デベロッパーズ・チョイス・アワードにてパイオニア賞を受賞。同年5月にはプレミアムエージェンシーの技術顧問に就任。
2015年6月16日（日本時間）、E3 2015において、『シェンムーIII』を制作するためにKickstarterでクラウドファンディングを開始する事を発表。直後にYS NETがプロジェクトページをオープンしファンディングを開始したところ、わずか1時間44分で100万ドルに到達し、ギネス世界記録に『最もはやく100万ドルに達したクラウドファウンディングされたビデオゲーム』として認定された。また同年8月には東京ゲームショウ2018VRブースにてアーケード最新作『VRsus（仮題）』の制作発表を行い、その発表の中で『シェンムーIII』の新トレーラーを発売日と共に日本国内のイベントでは初めて正式に発表した。

## 作品
1999年7月にリリースされた『F355チャレンジ』のDXタイプ以降、鈴木裕がディレクターとして携わった作品には、「YS」の文字が入ったロゴが表記されている。
- 1984年11月　チャンピオンボクシング（SG-1000)
- 1985年7月　ハングオン（アーケード。世界初の体感ゲーム）
- 1985年11月　スペースハリアー（アーケード）
- 1986年9月　アウトラン（アーケード）
- 1987年10月　アフターバーナーII（アーケード）
- 1988年8月　パワードリフト（アーケード）
- 1990年5月　G-LOC: AIR BATTLE（アーケード）
- 1992年8月　バーチャレーシング（アーケード）
- 1993年12月　バーチャファイター（アーケード）
- 1994年11月　バーチャファイター2（アーケード）
- 1996年9月　バーチャファイター3（アーケード）
- 1997年9月　バーチャファイター3tb（アーケード）
- 1999年7月　F355チャレンジ（アーケード）
- 1999年12月　シェンムー 一章 横須賀（ドリームキャスト）
  - 2001年7月にアメリカ版の音声に日本語字幕をつけた『US Shenmue』が日本で発売。
- 2000年8月　F355チャレンジ（ドリームキャスト）
- 2001年1月　F355チャレンジ2（アーケード）
- 2001年8月　バーチャファイター4（アーケード）
- 2001年9月　シェンムーII（英語版）（ドリームキャスト）
- 2001年12月　鈴木裕 GAME WORKS Vol.1（著書）
- 2006年4月発売中止　ΨΦ PSY-PHI（アーケード）
- 2010年11月 - 2011年12月26日　シェンムー街（携帯電話）[10]
- 2011年 Virtua Fighter cool champ（スマートフォンアプリ）
- 2013年 Bullet Pirates（スマートフォンアプリ）
- 2014年 バーチャファイターフィーバーコンボ（スマートフォンアプリ）
- 2019年 シェンムーIII（英語版）（PlayStation 4/PC）

- 事実上開発中止　シェンムーオンライン（PC用MMORPG）
- 2020年（予定） VRsus(仮題)（VRアーケード）
- 2022年 Air Twister（Apple Arcade）[11]
- 他にもプロデューサーとして関わった作品として『エンデューロレーサー』、『レンタヒーロー』、『デイトナUSA』、『バーチャコップ』、『ファイティングバイパーズ』、『ソニックファイターズ』、『デジタルダンスミックス 安室奈美恵』、『アウトラン2』、『エイティーン・ホイーラー』、『SEGA-RaceTV』などがある。また1994年にはSega vr-1、1998年のドリームキャストの発表会の際には技術デモの映像「バベルの塔」を鈴木裕本人曰く10日間で制作し披露した。
- 2001年（発売中止） プロペラアリーナ（ドリームキャスト）プロデューサー
- 2001年 シェンムー ザ ムービー（映画）
- 2002年 YS ART WORKS（絵画展）

## 著書
『鈴木裕ゲームワークス Vol.1』アスペクト、2001年12月1日
自伝。ドリームキャスト版の『ハングオン』、『スペースハリアー』、『アウトラン』、『アフターバーナーII』、『パワードリフト』が収録されたGD-ROMが付録。『シェンムーII』に収録されたものとは異なり、無限コンティニュー、難易度設定、タイトル音楽の有無などの詳細設定が追加されている。